# 永遠のひとつ
「永遠のひとつ」（えいえんのひとつ）は、田村ゆかりの28枚目のシングル。2018年8月15日にCana ariaから発売された。

## 概要
前作「恋は天使のチャイムから」から約6か月ぶりのシングルリリース。アニメイト、ゲーマーズの一部の店舗でパネル展が開催された。

## 収録曲
1. 永遠のひとつ
作詞：松井五郎、作曲・編曲：白戸佑輔
TVアニメ『ISLAND』OPテーマ（stage.01(#01) - stage.08(#08)、Jump.01(#11) - Jump.02(#12)）
第11話では、2コーラス目が流れた。
田村曰く、ギャルゲのさわやかな夏のイメージの楽曲[3]。
2. Closing tears
作詞：松井五郎、作曲・編曲：白戸佑輔
TVアニメ『ISLAND』OPテーマ（Recursion.01(#09) - Recursion.02(#10)）
田村曰く、悲観的な曲。「Closing tears」は「永遠のひとつ」の夏要素からはスパッと離れて、この人このあと死んじゃうよぐらいの大失恋をした感じの楽曲[4]。
3. ジェラシーのその後で
作詞：松井五郎、作曲・編曲：白戸佑輔
田村曰く、イメージとしては、「ラムのラブソング」。「私の気持ち、全然伝わんない！ イラーッ」「無神経マンかよ」みたいな。その感覚を描いたラブソング[5]。
4. SUKI KIRAI
作詞・作曲・編曲：WABISABI